# Cestrum psittacinum
Cestrum psittacinum là loài thực vật có hoa trong họ Cà. Loài này được Stapf mô tả khoa học đầu tiên năm 1928.